# Stade de l’Aube
Stade de l’Aube – stadion piłkarski w Troyes, we Francji. Został otwarty w 1925 roku. Obiekt może pomieścić 20 842 widzów. Swoje spotkania rozgrywają na nim piłkarze klubu Troyes AC.